# Picpoul de Pinet

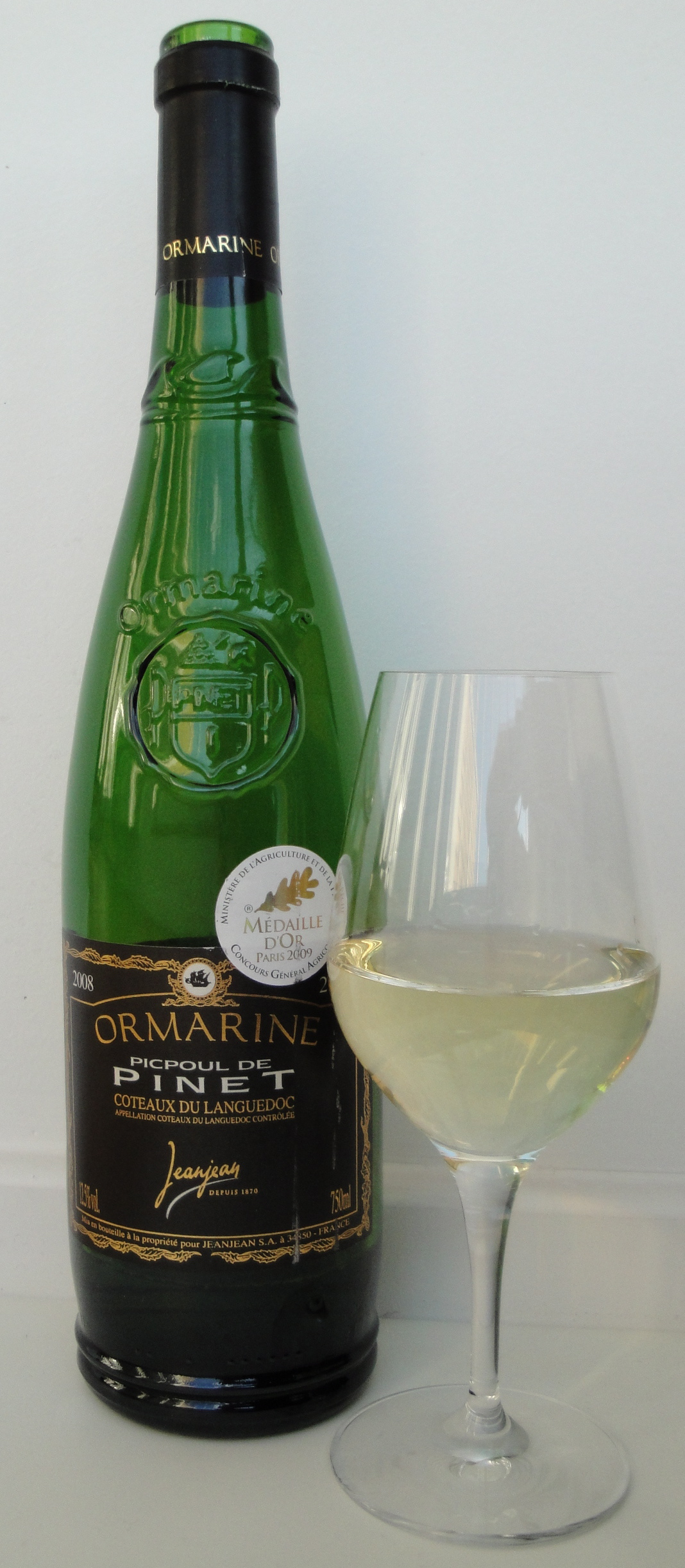
Picquepoul de Pinet

Picpoul de Pinet (seltener auch Picquepoul de Pinet) ist ein Weißwein aus dem Weinbaugebiet Coteaux du Languedoc in der französischen Region Okzitanien, der seit 2013 den Status einer eigenständigen Appellation d’Origine Contrôlée genießt.

## Herkunft und Anbaugebiet
Der Wein wird in sechs Gemeinden rund um den Étang de Thau im Département Hérault angebaut. Das Anbaugebiet liegt in einem Dreieck zwischen Agde, Sète und Pézenas.

## Charakteristika
Der Wein wird ausschließlich aus der Rebsorte Piquepoul Blanc hergestellt. Er ist mit 2.400 Hektar die Größte Weißweinappellation des Languedoc. Der Wein ist ein grün-goldener Weißwein, vollmundig, mit ausgeprägten Aromen nach Zitronen, frischem Gras und hellen Blüten. Er wird nur selten im Eichenfass ausgebaut, wodurch der frische, mineralische Charakter erhalten bleibt. Die jährliche Produktion beträgt etwa 45.000 Hektoliter.
Picpoul ist einer der wenigen sortenreinen AOC-Weine Frankreichs und hat in den letzten Jahren neues Interesse geweckt.

## Geschichte
Die Geschichte des Picpoul-de-Pinet reicht bis in die Antike zurück. Im 14. Jahrhundert wurde die Rebsorte erstmals urkundlich erwähnt. Im 18. Jahrhundert erhielt der Wein das Recht, als „Vin de Pinet“ gekennzeichnet zu werden. Die Genossenschaft von Pinet, dem wichtigsten Erzeuger dieses charakteristischen Weins, ist zu einer Touristenattraktion mit Millionen Besuchern geworden.

## Terroir und Klima

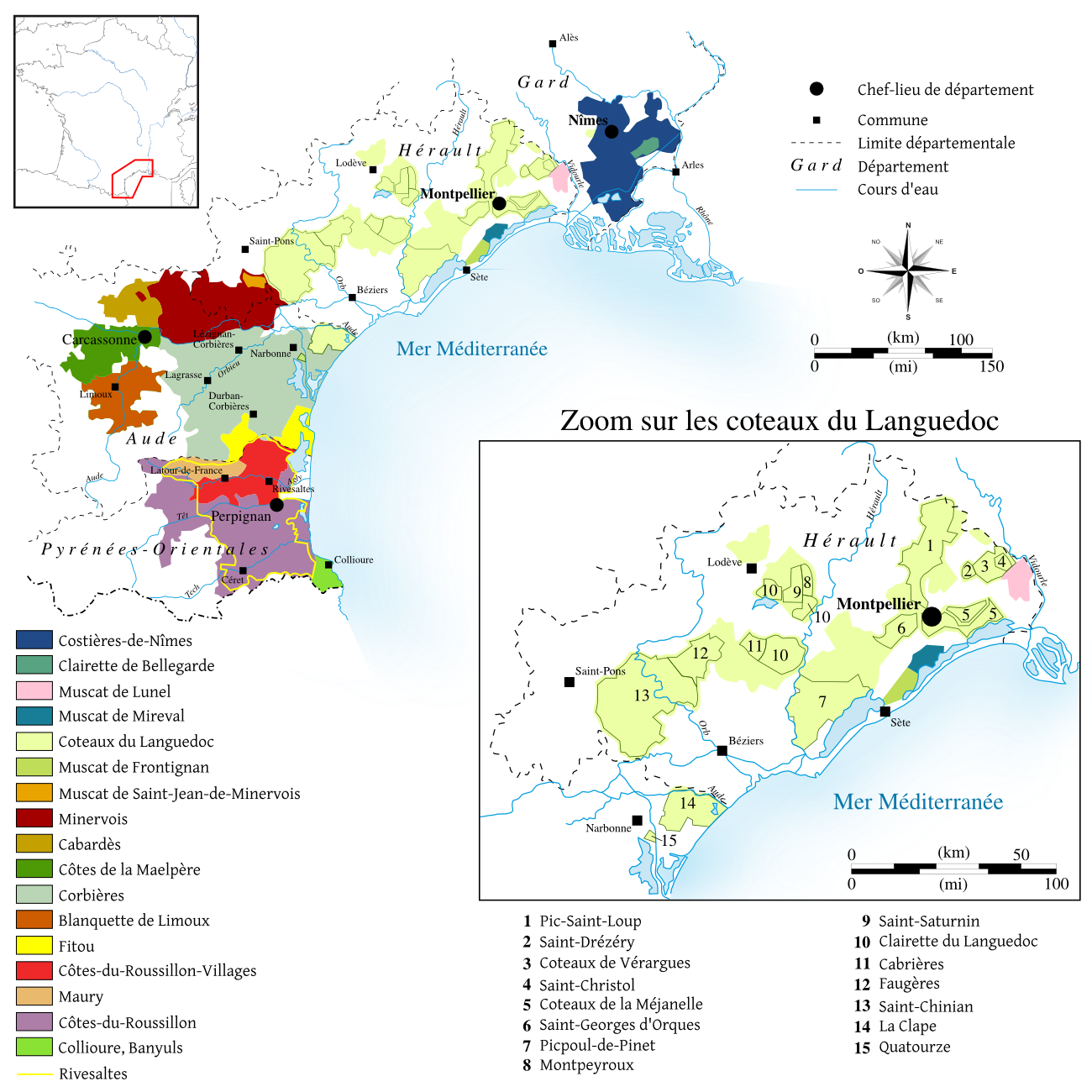
Karte mit den Weinbaugebieten des Languedoc.

Der Wein wächst überwiegend kalkhaltige Lehmböden mit Kieselsteinen in einem typisch mediterranen Klima mit milden Wintern und heißen, trockenen Sommern. Die Nähe zum Étang de Thau und zum Mittelmeer wirkt als thermischer Regulator.

## Weinbau
Der Rebschnitt erfolgt vorwiegend nach der Cordon de Royat-Methode. Geerntet wird hauptsächlich maschinell ab Anfang September. Es herrschen strenge Qualitätskontrollen bei der Annahme der Trauben. 